# Orstom
Orstom là một chi nhện trong họ Barychelidae.

## Các loài
Chi gồm có các loài sau:
- Orstom aoupinie Raven, 1994
- Orstom chazeaui Raven & Churchill, 1994
- Orstom hydratemei Raven & Churchill, 1994
- Orstom macmillani Raven, 1994
- Orstom tropicus Raven, 1994
- Orstom undecimatus Raven, 1994